# Mesosemia ackeryi
Espèce
Mesosemia ackeryi est une espèce d'insectes lépidoptères (papillons) appartenant à la famille des Riodinidae et au genre Mesosemia.

## Dénomination
Mesosemia ackeryi a été décrit par Christian Brévignon en 1997

## Écologie et distribution
Mesosemia ackeryi n'est présent qu'en Guyane.